# 교바시 (도쿄도)

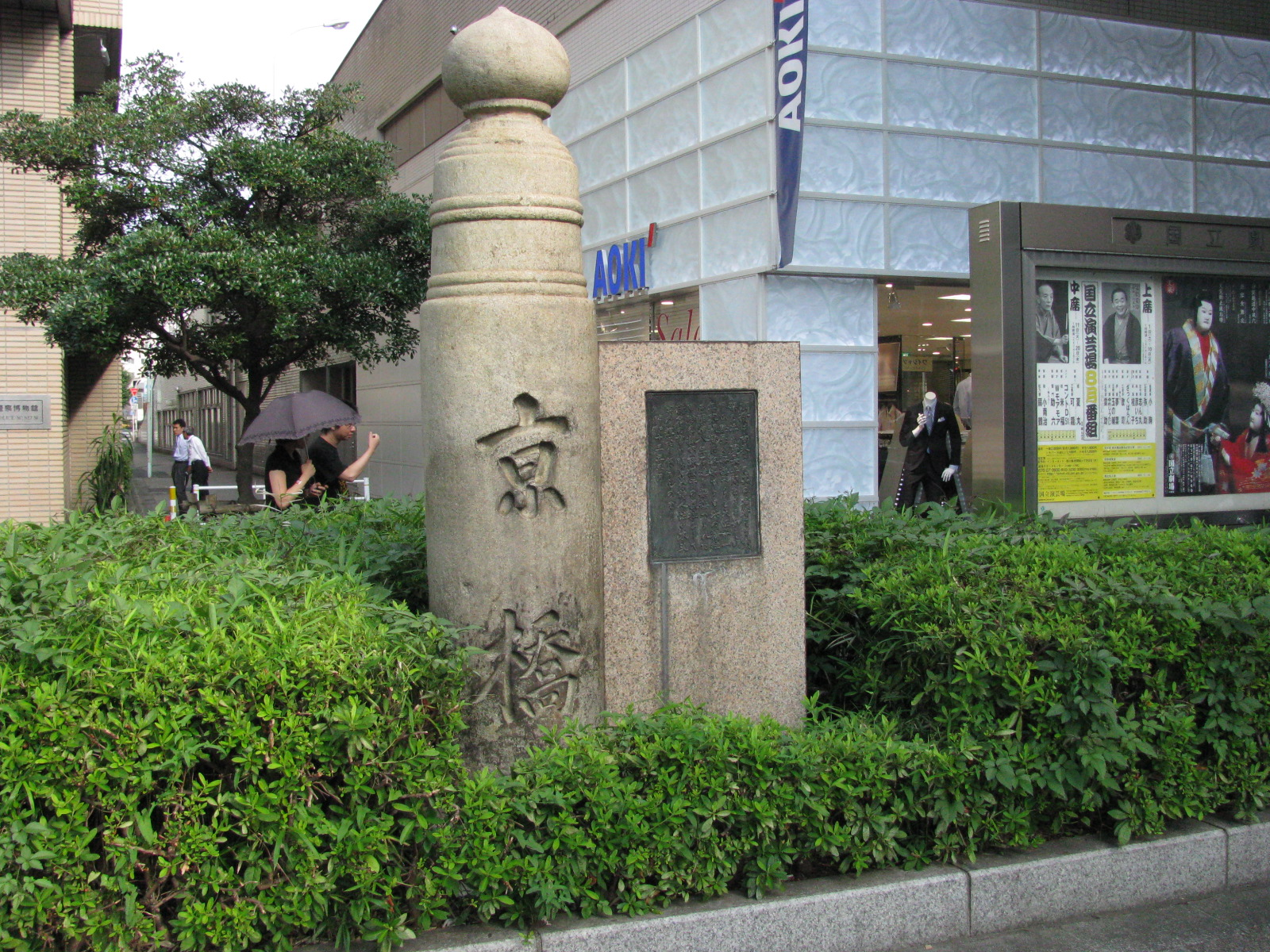

교바시(일본어: 京橋)는 일본 도쿄도 주오구의 지명이다.